# Tournesol, artistes à l'hôpital
Pour les articles homonymes, voir Tournesol (homonymie).
Tournesol, Artistes à l'hôpital, est une association française (loi de 1901), reconnue d'intérêt général, créée en 1990 par Élisabeth de la Genardière. Elle fait intervenir des artistes professionnels auprès des personnes hospitalisées, tout âge et toute pathologie confondus. Chaque année, plus de 15 000 personnes sont touchées par ces performances.
L’association est dirigée par Joseph Labbé et présidée par Eve Parier, directrice générale du Centre National de Gestion.

## Histoire
Estimant la faiblesse des actions culturelles et « humaines » dans les services hospitaliers des années 1980, Élisabeth de la Genardière fonde en 1990 l'association Tournesol, Artistes à l'Hôpital,. Son but étant de développer la présence de l’art dans un lieu d’où il est initialement exclu, au profit d'une humanisation progressive de l’hôpital.
Dès 1991, des partenariats se fondent avec différents établissements : l’hôpital Broussais (AP-HP), le Centre d’Accueil et de Soins Hospitaliers de Nanterre, l’hôpital du Vésinet, l’hôpital Saint-Louis (AP-HP), l’hôpital Tenon (AP-HP) et plusieurs centres de gériatrie. Les premières actions prennent la forme de concerts itinérants dans les services, auprès des patients immobilisés.
Les publics se diversifient tout au long des années 1990 (service de psychiatrie, centre d’accueil du Samu social), puis des années 2000 (services de cancérologie, d’hématologie, de greffe de moelle osseuse, centre de polyhandicap). Les formes d’interventions évoluent également, avec notamment l’organisation de concerts de nuit.
Parallèlement, Tournesol, Artistes à l’hôpital, développe une activité de conseil, d’expertise et de formation, et participe à de nombreux colloques et groupes de réflexion.
En 2011, Élisabeth de la Genardière réalise un état des lieux de la culture et des activités de vie dans les hôpitaux de l’AP-HP.

## Le projet Tournesol

### Culture & Médiation
Tournesol, Artistes à l'Hôpital travaille avec des professionnels d'horizons artistiques très diversifiés: musique, danse, théâtre, contes, arts plastiques et visuels. Les interventions à l'hôpital, au-delà d'une ouverture à d'autres types de publics, nécessitent un réel travail création et d'innovation: les artistes développent des répertoires, des collaborations inédites, de nouvelles formes et de nouveaux projets spécialement pour ces performances en hôpital. À ce titre, ils sont rémunérés par l'association.
Ces interventions prennent des formes variées : concerts et spectacles dans les services et au chevet, ateliers d’expression artistique, résidences de création, rencontres artistiques et projets culturels.
Pour permettre la réalisation de ces actions en de bonnes conditions, l'association Tournesol, Artistes à l'Hôpital, met en œuvre un travail permanent de médiation:
- Du côté des artistes, pour les accompagner dans cette rencontre sensible et délicate avec les patients, des formations et une réflexion sont proposées avec un accompagnement sur le terrain.
- Du côté de l’hôpital, pour réfléchir ensemble à une démarche culturelle et proposer des projets artistiques qui tiennent compte des contraintes de l’établissement et de l’organisation des soins.

### Les publics
Tournesol, Artistes à l’Hôpital, intervient auprès de tous les publics. Toutes les catégories d’âges sont touchées par l’association : enfants, adolescents, adultes et personnes âgées.
Des partenariats pérennes ont été noués avec tout type d’établissements : hôpitaux et maisons de retraite ; centres d’hébergement et de réinsertion sociale ; lits halte soins santé du SamuSocial. Enfin, l’association se rend dans une très grande variété de services : médecine, cancérologie, gériatrie, psychiatrie ; soins de suite, soins de longue durée ; polyhandicap…

### Les partenaires
Tournesol, Artistes à l’Hôpital est directement soutenu par le dispositif DRAC - ARS, l’AP-HP (Assistance publique - Hôpitaux de Paris), la région Île-de-France et la ville de Paris.

## Parrains de l’association

### Médecins
- Professeur Ruszniewski, chef de service de gastro-entérologie et pancréatologie de l’hôpital Beaujon (APHP).
- Professeur Socié, chef de service de greffe de moelle de l’hôpital Saint-Louis (APHP)
- Docteur Vaylet, chef de service de pneumologie de l’hôpital d’instruction des armées Percy

### Directeurs d’hôpitaux
- Monsieur Philippe Sudreau, directeur du groupe hospitalier Saint-Louis, Fernand-Widal, Lariboisière (APHP)
- Monsieur Jean-Patrick Lajonchère, directeur de l’hôpital Saint-Joseph à Paris
- Madame Françoise Guillaud, directrice de l’hôpital du Vésinet

### Artistes
- Luc Héry, premier violon solo de l’Orchestre national de France
- Dominique de Williencourt, violoncelliste soliste, professeur à l’École Normale supérieure de Musique de Paris Alfred-Cortot
- Jean Ferrandis, flûtiste traversière
- Jérôme Voisin, premier clarinette solo à l’orchestre philharmonique de Radio France
- Jean-Marc Zvellenreuther, guitariste, professeur au CNR de Boulogne-Billancourt et au CNSMP.